# Witraż (ogier)
Witraż (ur. 1 czerwca1938, zm. 1957) – polski ogier czystej krwi arabskiej, hodowli SK Janów Podlaski. Syn ogiera Ofir i klaczy Makata. Należał do tzw. Wielkiej Czwórki (Witeź II, Witraż, Wielki Szlem, Wyrwidąb), czyli najsłynniejszych synów Ofira. Ojciec słynnego Baska.

## Życiorys
Urodzony 1 czerwca 1938 roku. W 1939 w czasie ewakuacji stadniny w okolicy Chotyłowa uciekł z braćmi. Wrócił do stadniny 21 grudnia 1939. W czasie okupacji, począwszy od 1940 roku stanowił w SK Janów Podlaski. 16 lipca 1944 roku podjęto decyzję o ewakuacji stadniny. Witraż wyruszył pociągiem z Białej Podlaskiej do Saksonii, do zakładów remontowych Wehrmachtu w Sohland niedaleko Libawy. W lutym 1945, kiedy Armia Czerwona przekroczyła Odrę, konie tym razem pieszo wyruszyły do Torgau nad Łabą. Tragiczne okazało się przejście koni przez Drezno 13 lutego 1945. Wtedy w czasie nalotu dywanowego sił powietrznych aliantów, początek kolumny koni, w którym znajdował się Witraż, właśnie przechodził przez centrum miasta. Bohaterstwem odznaczył się wtedy mastalerz Jan Ziniewicz, który trzymał jednocześnie Witraża i Wielkiego Szlema, dzięki niemu te konie nie zginęły i przetrwały wojnę. Po stracie większości ogierów stado dotarło do Torgau, skąd zostało przetransportowane do Schönböken-Grabau. Po wojnie 4 listopada 1946, Witraż, Wielki Szlem, Amurath Sahib, Efendi i Waćpan, ostatnim morskim transportem powróciły do Polski. Witraż nie powrócił jednak do rodzimego Janowa, trafił do stadniny w Posadowie, następnie do stadniny w Albigowej, a pod koniec życia do Nowego Dworu.

## Pochodzenie
| 0      | 1      | 2              | 3                   | 4               |
| ------ | ------ | -------------- | ------------------- | --------------- |
| Witraż | Ofir   | Kuhailan Haifi | –                   | –               |
| Witraż | Ofir   | Kuhailan Haifi | –                   | –               |
| Witraż | Ofir   | Kuhailan Haifi | Kuhaylah            | –               |
| Witraż | Ofir   | Kuhailan Haifi | Kuhaylah            | –               |
| Witraż | Ofir   | Dziwa          | Abu Mlech           | Mlech I         |
| Witraż | Ofir   | Dziwa          | Abu Mlech           | Łania           |
| Witraż | Ofir   | Dziwa          | Zulejma             | Koheilan        |
| Witraż | Ofir   | Dziwa          | Zulejma             | Pomponia        |
| Witraż | Makata | Fetysz         | Bakszysz            | Ilderim         |
| Witraż | Makata | Fetysz         | Bakszysz            | Parada          |
| Witraż | Makata | Fetysz         | 282 Siglavy Bagdady | Siglavy Bagdady |
| Witraż | Makata | Fetysz         | 282 Siglavy Bagdady | Malta           |
| Witraż | Makata | Gazella II     | Koheilan            | –               |
| Witraż | Makata | Gazella II     | Koheilan            | –               |
| Witraż | Makata | Gazella II     | Abra                | Anvil           |
| Witraż | Makata | Gazella II     | Abra                | Łania           |

## Potomstwo
Witraż dał 67 potomstwa. Najsłynniejsze i najważniejsze z nich to:
- Ellora (ur. 1950) po Elza[5],
- Bandola (ur. 1948) po Bałałajka[6],
- Arfa (ur. 1947) po Bałałajka[7],
- Bask (ur. 1956) po Bałałajka, sprzedany do USA gdzie rozsławił polską hodowlę i został pierwszym w historii importowanym koniem, który uzyskał tytuł Championa USA,
- Celebes (ur. 1949) po Canaria.